# Rupert Reid
Rupert Reid es un actor australiano, más conocido por haber interpretado a Declan Costello en la serie Heartbreak High y a Jack Lawson en Blue Heelers.

## Biografía
Su hermano menor es el actor británico-australiano Sam Reid.

## Carrera
En 1996 interpretó al estudiante Declan Costello en la cuarta temporada de la popular serie Heartbreak High hasta la quinta temporada en 1997 después de que su personaje se fuera para estudiar enfermería.
El 10 de febrero de 1999 se unió al elenco principal de la serie policíaca Blue Heelers donde interpretó al oficial de la policía Jack Lawson, hasta el 20 de junio de 2001 después de que su personaje fuera arrestado por asesinato después de dejar caer a un hombre inocente a su muerte.
En el 2003 interpretó al teniente del comandante Lock (Harry J. Lennix) en las películas The Matrix Revolutions y The Matrix Revolutions.
En el 2004 apareció en la película The Mystery of Natalie Wood donde dio vida al actor y director americano Henry Jaglom.
En el 2015 se unió al elenco recurrente de la serie australiana Winners & Losers donde interpretó al coordinador escolar y maestro de educación física Robert "Rob" Hill, quien al final de temporada se va de viaje con Samantha McKenzie (Katherine Hicks) y Cory Baxter a Sudáfrica

## Apoyo benéfico
Rupert apoya el programa de investigación "Spinal Cure Australia".

## Filmografía

### Películas
| Año  | Título                      | Personaje        | Notas |
| ---- | --------------------------- | ---------------- | --- |
| 2004 | The Mystery of Natalie Wood | Henry Jaglom     | junto a Justine Waddell, Michael Weatherly, Matthew Settle, Colin Friels, Elizabeth Rice y Grace Fulton     |
| 2003 | The Matrix Revolutions      | Teniente de Lock | junto a Keanu Reeves, Carrie-Anne Moss, Laurence Fishburne, Hugo Weaving, Helmut Bakaitis y Harry J. Lennix |
| 2003 | The Matrix Reloaded         | Teniente de Lock | junto a Keanu Reeves, Laurence Fishburne, Carrie-Anne Moss, Hugo Weaving, Monica Bellucci y Harry J. Lennix |

### Series de televisión
| Año         | Título           | Personaje          | Notas         |
| ----------- | ---------------- | ------------------ | ------------- |
| 2015        | Winners & Losers | Rob Hill           | 10 episodios  |
| 1999 - 2001 | Blue Heelers     | Const. Jack Lawson | 102 episodios |
| 1996 - 1997 | Heartbreak High  | Declan Costello    | 29 episodios  |

### Director, escritor y productor
| Año  | Título          | Notas                                     |
| ---- | --------------- | ----------------------------------------- |
| 2015 | Talk to Someone | corto - director, escritor y co-productor |
| 2013 | Cast            | corto - director, productor y editor      |
| 2012 | Boo!            | corto - director y escritor               |

### Compositor
| Año  | Título              | Notas              |
| ---- | ------------------- | ------------------ |
| 2003 | Image Is Everything | corto - compositor |

### Teatro
| Año        | Obra              | Personaje | Director (a) | Teatro        | Notas                                                                |
| ---------- | ----------------- | --------- | ------------ | ------------- | -------------------------------------------------------------------- |
| 2005, 2006 | The Give and Take | Damien    | Peter Evans  | Drama Theatre | junto a Drew Forsythe, Alyssa McClelland, Garry McDonald y John Adam |